# Buddy Thunderstruck
Buddy Thunderstruck è una serie televisiva animata statunitense, creata da Ryan Wiesbrock nel 2017 per Netflix. Prodotta da American Greetings Entertainment e Stoopid Buddy Stoodios e scritta da Tom Krajewski, la serie vede la partecipazione di Brian Allen, Ted Raimi, Harry Chaskin e Debi Derryberry. La prima stagione è stata pubblicata su Netflix il 10 marzo 2017. Quando ha promosso la prima stagione della serie, Netflix ha definito Buddy Thunderstruck: "un cane pilota di camion che impazza nella cittadina di Greasepit con il suo coraggio e la sua spensieratezza".

## Personaggi
- Buddy Thunderstruck: Doppiatore italiano: Marco Benvenuto.

## Episodi
| Stagione       | Episodi | Pubblicazione USA | Pubblicazione Italia |
| -------------- | ------- | ----------------- | -------------------- |
| Prima stagione | 12      | 2017              | 2017                 |